# Эль-Сальвадор (муниципалитет)
Эль-Сальвадор (исп. El Salvador) — населённый пункт и муниципалитет в Мексике, входит в штат Сакатекас. Население 2866 человек.

## История
Город основан в 1985 году.